# Chenopodium ficifolium
Chenopodium ficifolium es un especie de planta herbácea de la familia Amaranthaceae. 

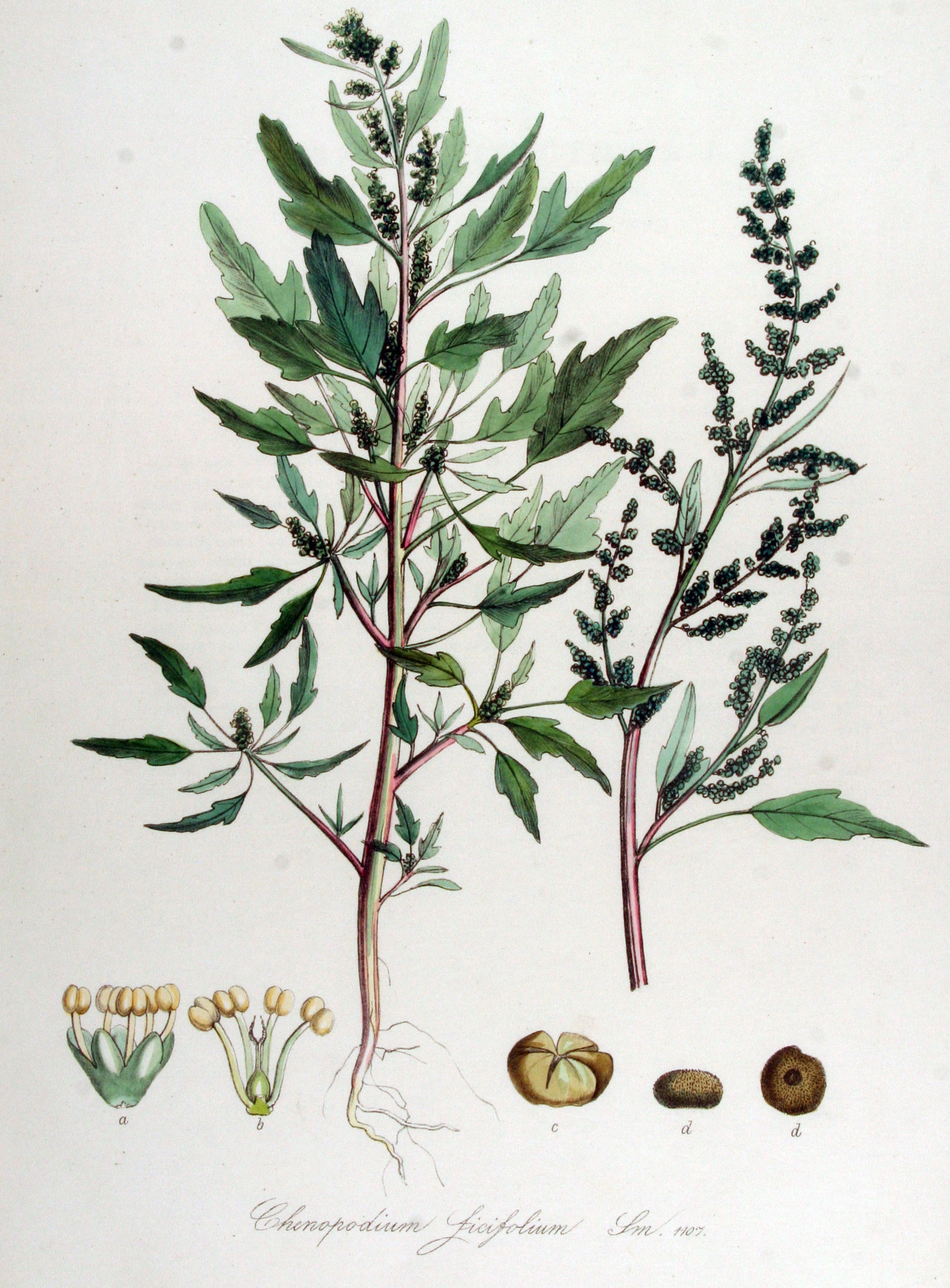
Ilustración

## Descripción
Es una planta anual, que alcanza un tamaño de 20-90 cm de altura. Tallo generalmente erecto, ramificado en la parte superior, a veces con pequeñas manchas rojas en la axila foliar. Hojas de glabras a farináceas; las inferiores netamente trilobadas, con lóbulo medio alargado y de lados paralelos; las medianas con lámina de 2-5 cm de longitud, estrechamente rómbico- ovado-elíptica, casi siempre con un lóbulo prominente orientado hacia afuera a ambos lados cerca de la base; lóbulo medio ± oblongo, de sinuado-dentado a subentero. Inflorescencia en panícula, ± laxa, muy ramificada, farinácea, afila solo en las partes terminales; glomérulos pequeños. Flores hermafroditas. Tépalos 5, soldados hasta la mitad, débilmente aquillados en el dorso, no divergentes en la fructificación. Estambres 5. Estigmas 2. Pericarpio parcialmente adherente. Semillas 0,8-1 mm de diámetro, horizontales, de contorno redondeado y margen romo o aplanado; testa con fovéolas densas, radialmente alargadas. Tiene un número de cromosomas de 2n = 18.

## Distribución y hábitat
Se encuentra en las cunetas, campos de cultivo, jardines, barbechos, labrantíos y lugares encharcados. Centro de Europa, rara en el área mediterránea; S, W y C de Asia. Cuadrante NE de España y Beiras en el litoral.

## Taxonomía
Chenopodium ficifolium fue descrita por  James Edward Smith y publicado en Flora Britannica 1: 276–277. 1800.
Etimología
Chenopodium: nombre genérico que deriva de la particular forma de las hojas similares a las patas de ganso: del griego "chen" = (ganso) y "pous" = (pie) o "podion" = (pie pequeño).
glaucum: epíteto latino  que significa "glauco, de color verde azulado.
Sinonimia
- Anserina ficifolia (Sm.) Montandon
- Chenopodium blomianum Aellen
- Chenopodium ficifolium var. albovenosum F.Dvorák
- Chenopodium ficifolium subsp. blomianum (Aellen) Aellen
- Chenopodium ficifolium var. coronatum Beauge
- Chenopodium ficifolium var. rubescens (Aellen) F.Dvorák
- Chenopodium ficifolium var. subcymosum (Aellen) F.Dvorák
- Chenopodium filifolium Krock.
- Chenopodium populifolium Moq.
- Chenopodium trilobum Schult. ex Moq.[4]